# راي كريتندن
راي كريتندن (بالإنجليزية: Ray Crittenden)‏ هو لاعب كرة قدم أمريكية أمريكي، ولد في 1 مارس 1970.

## وصلات خارجية
- راي كريتندن على موقع كلية كرة السلة في سبورتس رفرنس.كوم (الإنجليزية)
- راي كريتندن على موقع مرجع كرة القدم المحترفة.كوم (الإنجليزية)